# Зейлдейк
Зейлдейк (нід. Zijldijk, нід. вимова: [zɛilˈdɛik]) — село в нідерландській провінції Гронінген. Входить до складу муніципалітету Емсделта.
Його площа — 0,14 км², а населення станом на 2021 рік становило 165 осіб.
Перша згадка про населений пункт датується 1424 роком.

## Галерея

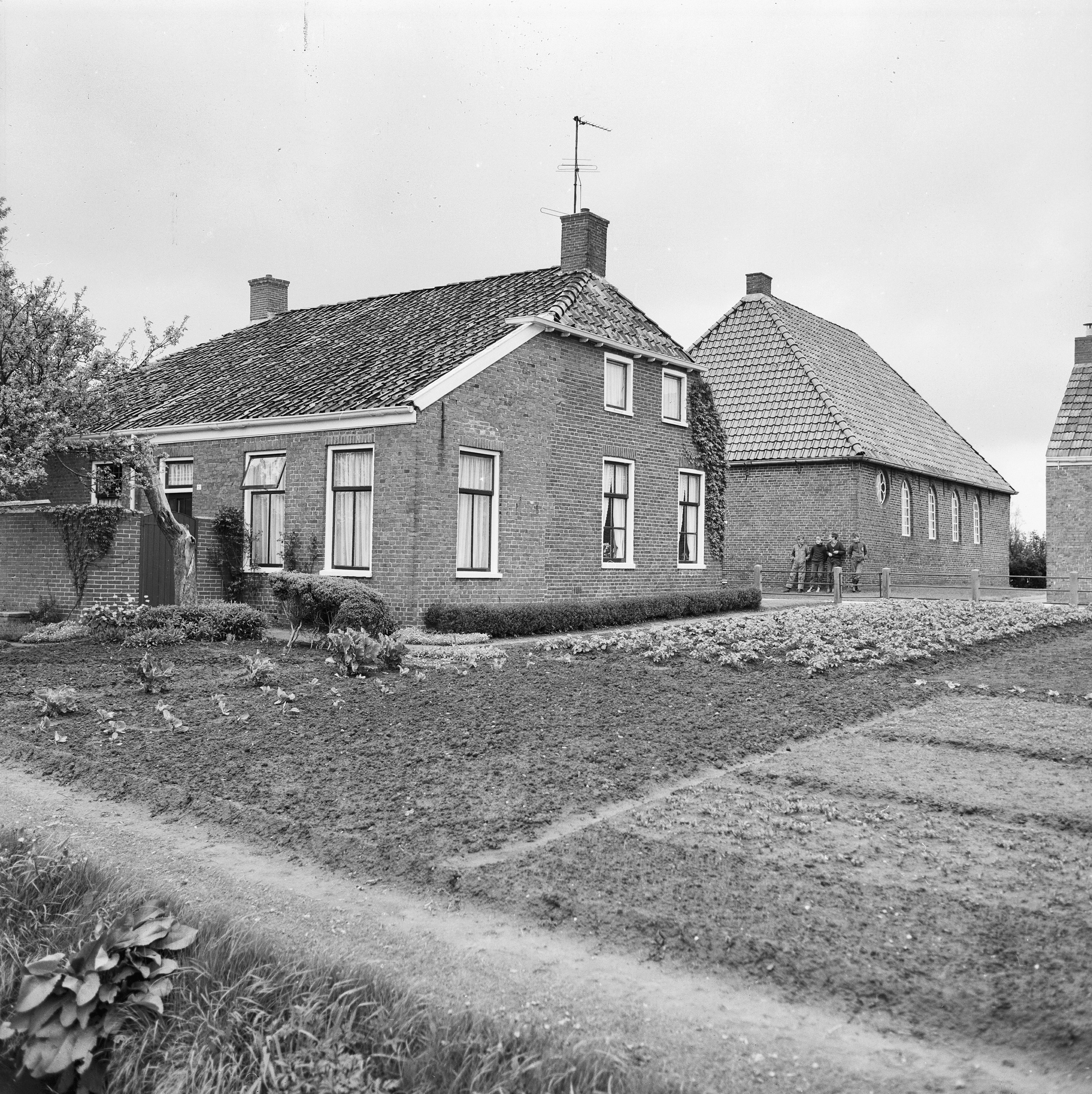
Зейлдейк у 1969 році
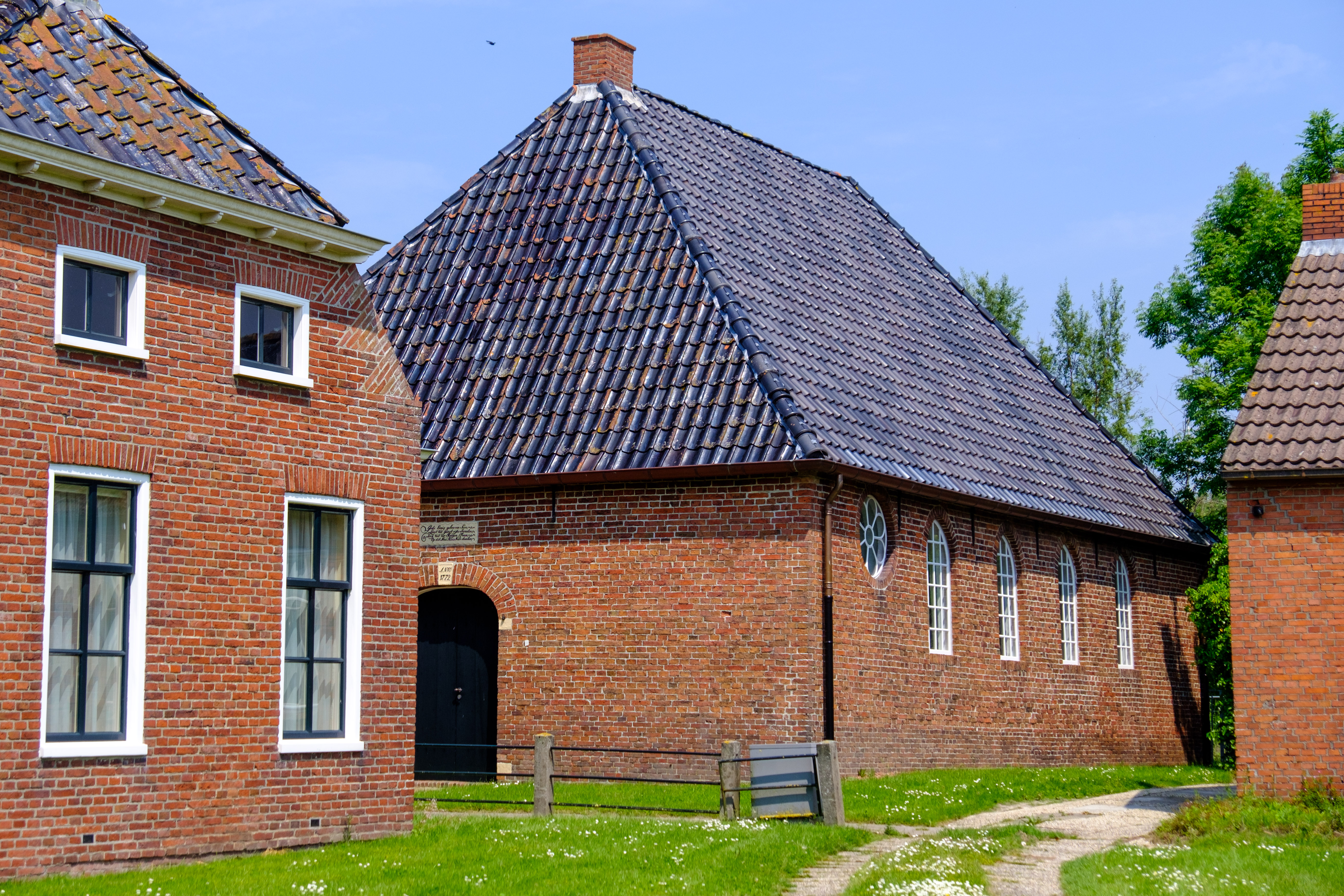
Меннонітська церква
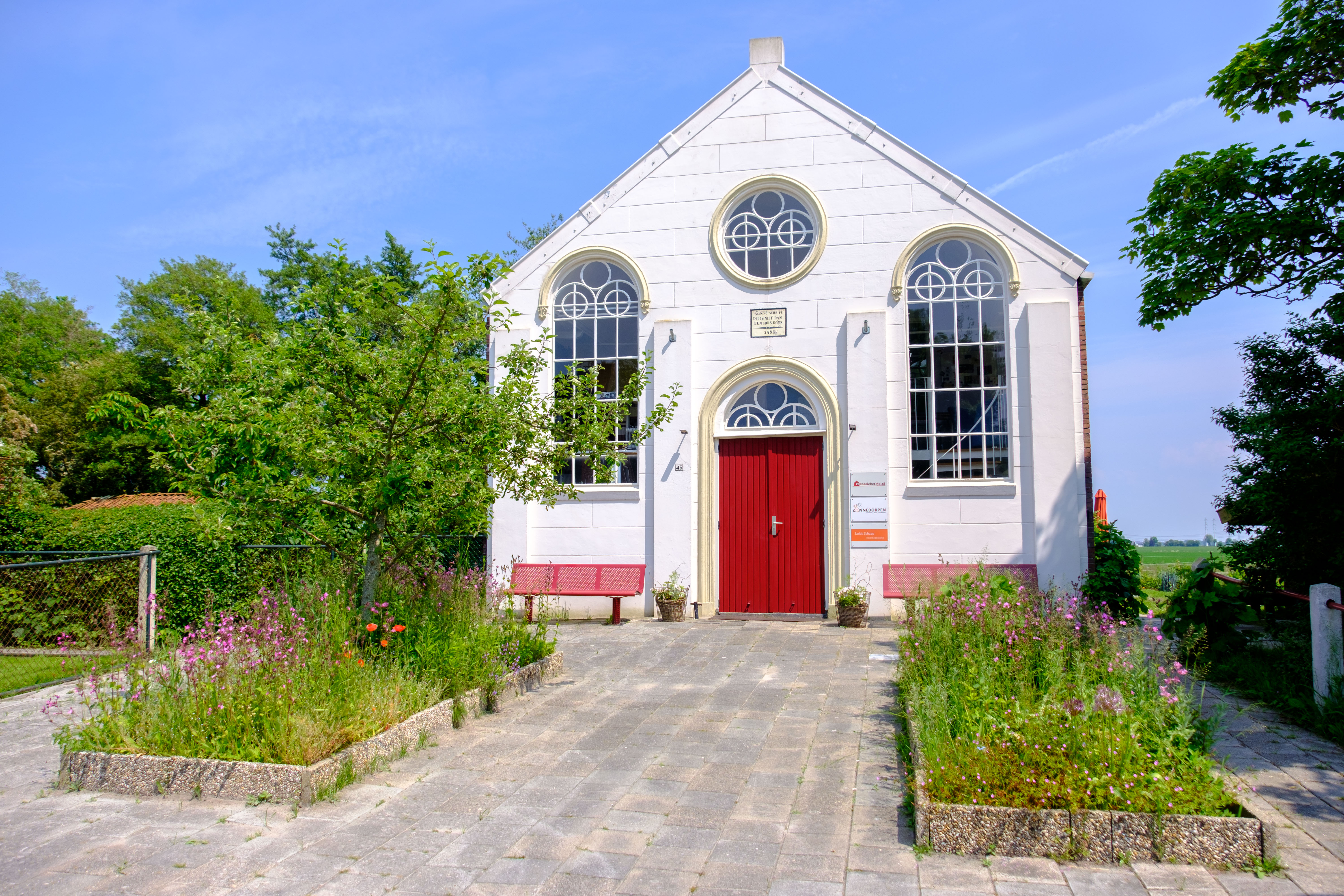
Реформістська церква